# Науково-дослідне товариство української термінології
Науко́во-до́слідне товари́ство украї́нської терміноло́гії (НДТУТ) — це українська установа в США, заснована в 1971 р. продовжує працю Інституту Української Наукової Мови при ВУАН у Києві, що в 1930-х роках був заборонений радянською владою.
Науково-дослідне товари́ство украї́нської терміноло́гії бореться з московською політикою русифікації й злиття народів, з насильницьким запровадженням російської мови і спотворенням нашої рідної мови в школах України, з фальшуванням історії України і з денаціоналізацією українців на чужині.
НДТУТ об'єднує українських мовознавців і професіоналістів, зацікавлених студіями української мови і термінології з метою складання англійсько-українських і українсько-англійських термінологічних словників. Крім цього НДТУТ сприяє і допомагає українським науковцям видавати свої твори. Засоби для реалізації своїх наукових планів НДТУТ черпає з пожертв і переписаних спадщин членів НДТУТ і громадян.

## Видання
НДТУТ видало такі книжки:
- 1973 — Словник слів, у літературній мові не вживаних проф. І. Огієнка з передмовою проф. П. Ковалева, 162 ст.
- 1975 — Короткий словник синонімів української мови за редакцією письм. В. Волкова, проф. Наталії Пазуняк, д-ра К. Т. Церкевича, проф. Д. Б. Чопика і проф. Н. Щербини, 225ст., близько 12 тис. слів, (близько 4,500 синон. рядів)
- 1979 — Правописний словник української мови за ред. проф. Яр. Б. Рудницького і д-ра К. Т. Церкевича, 800 ст. друку, близько 65 тис. слів. (Опрацьований на основі словників Гр. Голоскевича, О. Ізюмова, В. Сімовича, О. Панейка і І. Огієнка та за «харківським» правописом).
- 1979 — Український правопис проф. Яр. Б. Рудницького, близько 90ст., 6-те видання поправлене і доповнене, Нью-Йорк.
- 1980 — Як ми говоримо (третє видання книги Бориса Антоненка-Давидовича) за редакцією К. Церкевича і В. Павловського, виправлене і доповнене (редакція відредагувала книжку відповідно до норм «Харківського правопису» 1927—1929 років, включила статтю «Літера, за якою тужать» та автобіографічний нарис «Про самого себе») Нью-Йорк. ISBN 5-11-001707-7
- 1982 — Довідник з української мови. Том. 1, Церкевич Т., Павловський В., с. 285, Нью-Йорк
- 1982 — Гуменна Д. Небесний змій : Нью-Йорк, 272 с.
- 1983 — Гуменна Д. Діти Чумацького Шляху т. 1–2 і Діти Чумацького Шляху т. 3–4: Роман: 2-ге вид. Нью-Йорк
- 1984 — Російсько-український словник правничої мови 2-е вид. за ред. К. Церкевича і В. Павловського, 236 с.
- 1985 — Мовчан Юліян. Мої подорожі довкола світу. — Нью-Йорк: 306 с.
- 1986 — Марк Аврелій. Роздумування : Буенос-Айрес-Нью-Йорк, 150 с.
- 1988 — Канюка Олександер. Від Гужівки до Біломор-Каналу (свідчення концтабірника 30-х) : Нью-Йорк, 205 с.
- 1988 — Мовчан Юліян. Збірка оповідань : Нью-Йорк, 164 с.